# Samuntà
Samuntà és una antiga batllia del comtat de Prades, que fou incorporada al terme de l'Albiol el 1837. Una part va passar a Alcover el 1854. Es troba a la Vall de Rascaç o Vall de Samuntà, a la vora del Barranc de l'Albiol afluent dretà del riu de la Glorieta.
L'ermita de la Mare de Déu de les Virtuts, que feia de lloc de reunió de la batllia de Samuntà, es troba avui dia en terme d'Alcover, però pertany a la parròquia de l'Albiol. L'ermita està arruïnada.